# Transfiniete inductie

Schema

Transfiniete inductie is een vorm van inductie die de volledige inductie op natuurlijke getallen naar willekeurige welgeordende verzamelingen uitbreidt, bijvoorbeeld verzamelingen van ordinaal- of kardinaalgetallen.
Voor ordinaalgetallen bestaat een bewijs met transfiniete inductie, dat een uitspraak {\displaystyle P} geldig is voor alle ordinaalgetallen, meestal uit drie delen:
1. een bewijs dat {\displaystyle P(\alpha )} geldig is voor {\displaystyle \alpha =0};
2. een bewijs dat, uit de veronderstelling dat {\displaystyle P(\alpha )} geldt voor een willekeurig ordinaalgetal {\displaystyle \alpha }, ook {\displaystyle P(\alpha +1)} volgt;
3. een bewijs dat, uit de veronderstelling dat voor een willekeurig limiet-ordinaal {\displaystyle \lambda }, {\displaystyle P(\alpha )} geldig is voor alle {\displaystyle \alpha <\lambda } volgt, dat {\displaystyle P(\lambda )} geldig is.